# Крейвон Гіллеспі
Крейвон Гіллеспі (англ. Cravon Gillespie, нар. 31 липня 1996) — американський легкоатлет, який спеціалізується в спринті, чемпіон світу.
На чемпіонаті світу-2019 взяв участь у забігу в складі американського естафетного квартету 4×100 метрів. У фіналі, де перемогла збірна США, не виступав, проте за регламентом змагань був нагороджений золотою медаллю.